# Beste
El Beste és un riu de l'estat alemany de Slesvig-Holstein que neix a la confluència del Norderbeste i del Süderbeste que desemboca al Trave a Bad Oldesloe.
A l'edat mitjana, entre 1526 i 1549 servia com a via navegable Trave, Beste, Norderbeste, Canal Alster-Trave i Alster entre les ciutats hanseàtiques Hamburg i Lübeck i es va aprofitar per fer el canal Alster-Trave.
El riu i les ribes són administrats per un Gewässerverband, que reuneix els propietaris riberencs,creat als anys 1950 per rectificar i regular el curs d'aigua amb com primer objectiu el desguàs per realitzar un màxima de terra arable. Amb el temps, la missió d'aquesta associació va canviar en una gestió més natural de la conca del Beste, els seus afluents i rius-fonts.
Afluents
- Barnitz